# Стефан Штудер
Стефан Штудер (фр. Stephan Studer; нар. 9 жовтня 1975, Швейцарія) — колишній швейцарський футбольний арбітр. Арбітр ФІФА 2009 — 2015.

## Кар'єра
Штудер судив матчі Суперліги тринадцять сезонів 2002 — 2015. Арбітр ФІФА з 2009, судив матчі кваліфікаційних відборів чемпіонату Європи 2012, чемпіонату світу 2014 та чемпіонату Європи 2016.
У 2011 обслуговував матчі юнацького чемпіонату світу U-17.
20 травня 2013 судив фінальний матч Кубку Швейцарії між «Базелем» та «Грассгоппером» на «Стад де Суїсс» 1:1 по пенальті 3:4.
Свою кар'єру арбітра завершив 29 травня 2015 у чемпіонаті Швейцарії 2014 - 2015 років матчем на «Санкт-Якоб Парк» між клубами «Базель» та «Санкт-Галлен» 4:3.

## Матчі національних збірних
| Дата              | Збірні                  | Рахунок | Турнір               | ЖК | YK · YK · RK | RK |
| ----------------- | ----------------------- | ------- | -------------------- | -- | ------------ | -- |
| 4 червня 2010     | Японія – Кот-д'Івуар    | 0 – 2   | Товариський матч     | 1  | 0            | 0  |
| 29 березня 2011   | Португалія – Фінляндія  | 2 – 0   | Товариський матч     | 3  | 0            | 0  |
| 2 вересня 2011    | Словенія – Естонія      | 1 – 2   | Кваліфікація ЧЄ 2012 | 2  | 0            | 0  |
| 7 жовтня 2011     | Азербайджан – Австрія   | 1 – 4   | Кваліфікація ЧЄ 2012 | 3  | 0            | 1  |
| 2 червня 2012     | Португалія – Туреччина  | 1 – 3   | Товариський матч     | 5  | 0            | 0  |
| 11 вересня 2012   | Болгарія – Вірменія     | 1 – 0   | Кваліфікація ЧС 2014 | 9  | 1            | 2  |
| 14 листопада 2012 | Албанія – Камерун       | 0 – 0   | Товариський матч     | 1  | 0            | 0  |
| 21 березня 2013   | Бразилія – Італія       | 2 – 2   | Товариський матч     | 5  | 0            | 0  |
| 10 червня 2013    | Хорватія – Португалія   | 0 – 1   | Товариський матч     | 2  | 0            | 0  |
| 11 жовтня 2013    | Люксембург – Росія      | 0 – 4   | Кваліфікація ЧС 2014 | 1  | 0            | 0  |
| 3 червня 2014     | ОАЕ – Грузія            | 1 – 0   | Товариський матч     | 2  | 0            | 0  |
| 13 жовтня 2014    | Хорватія – Азербайджан  | 6 – 0   | Кваліфікація ЧЄ 2016 | 3  | 0            | 0  |
| 27 березня 2015   | Словаччина – Люксембург | 3 – 0   | Кваліфікація ЧЄ 2016 | 5  | 0            | 0  |
| 16 червня 2015    | Італія – Португалія     | 0 – 1   | Товариський матч     | 2  | 0            | 0  |